# Пьерфит (Коррез)
Пьерфи́т (фр. Pierrefitte, окс. Pèira Ficha) — коммуна во Франции, находится в регионе Лимузен. Департамент — Коррез. Входит в состав кантона Сейяк. Округ коммуны — Тюль.
Код INSEE коммуны — 19166.
Коммуна расположена приблизительно в 390 км к югу от Парижа, в 60 км юго-восточнее Лиможа, в 20 км к северо-западу от Тюля.

## Население
Население коммуны на 2008 год составляло 79 человек.
| 1962 | 1968 | 1975 | 1982 | 1990 | 1999 | 2008 |
| ---- | ---- | ---- | ---- | ---- | ---- | ---- |
| 158  | 149  | 120  | 92   | 82   | 79   | 79   |

## Экономика
В 2007 году среди 42 человек в трудоспособном возрасте (15-64 лет) 28 были экономически активными, 14 — неактивными (показатель активности — 66,7 %, в 1999 году было 79,5 %). Из 28 активных работали 28 человек (16 мужчин и 12 женщин), безработных не было. Среди 14 неактивных 2 человека были учениками или студентами, 9 — пенсионерами, 3 были неактивными по другим причинам.